# 桂宮節仁親王
桂宮節仁親王（かつらのみや みさひとしんのう、天保4年11月1日（1833年12月11日） - 天保7年3月5日（1836年4月20日））は、江戸時代後期の日本の皇族。世襲親王家の桂宮第11代当主。仁孝天皇の第六皇子。母は正親町実光の女の藤原雅子（新待賢門院）。幼称は幹宮（もとのみや）。
天保6年（1835年）に父の仁孝天皇の命で、先代で10代目の桂宮盛仁親王が継嗣を残さず薨御し、当主がいなくなっていたので、桂宮を継承する。天保7年（1836年）3月4日親王宣下を受け、節仁と命名されるが、翌日（実は同日）薨去。4歳。法名は如意宝院。また、これにより再度桂宮の当主がいなくなった。子女が無かったため、異母姉の桂宮淑子内親王が桂宮12代当主となった。